# Flawiusz Wiktor
Flawiusz Wiktor (ur. ?, zm. sierpień 388) – cesarz rzymski od 384 lub 387 do 388 roku n.e. Syn Magnusa Maksymusa i jego pierwszej żony.